# Limnophyes lapponicus
Limnophyes lapponicus är en tvåvingeart som beskrevs av Maurice Emile Marie Goetghebuer 1939. Limnophyes lapponicus ingår i släktet Limnophyes och familjen fjädermyggor.
Artens utbredningsområde är Sverige. Inga underarter finns listade i Catalogue of Life.